# Plagideicta solidata
Plagideicta solidata là một loài bướm đêm trong họ Noctuidae.